# Levin August von Dingelstädt
Levin August von Dingelstädt (* 1718 in Mecklenburg; † 25. Dezember 1807 auf Lessendorf) war ein preußischer Oberst und Chef des Husarenregiments Nr. 4 sowie Erbherr auf Lessendorf und Alt-Tschau bei Freystadt in Schlesien.

## Leben
Dingelstädt ging 1740 in preußische Dienste. Am 5. Januar 1741 wurde er Leutnant und am 7. August 1745 Rittmeister. Im März 1758 wurde er Oberstleutnant des Husarenregiments und im Dezember 1759 stieg er zum Oberst auf und wurde Chef des Regiments. Im Jahr 1762 bat Dingelstädt wegen Erkrankung um seine Entlassung, die ihm trotz des laufenden Krieges gewährt wurde. Er zog sich auf sein Gut Lessendorf zurück. Am 4. April 1763 erhielt er das Schlesische Inkolat.
Er war seit 1746 mit Charlotte Sophie von Koschembahr verheiratet. Sie starb wenige Tage nach ihrem Mann. Die Ehe blieb ohne Kinder. Der kurhessische Generalmajor August Ludwig von Lehsten († 1819) beerbte den Oberst, der als Letzter seines Stammes verstorben war, und begründete die Linie Lehsten-Dingelstedt.